# Amy Waldman

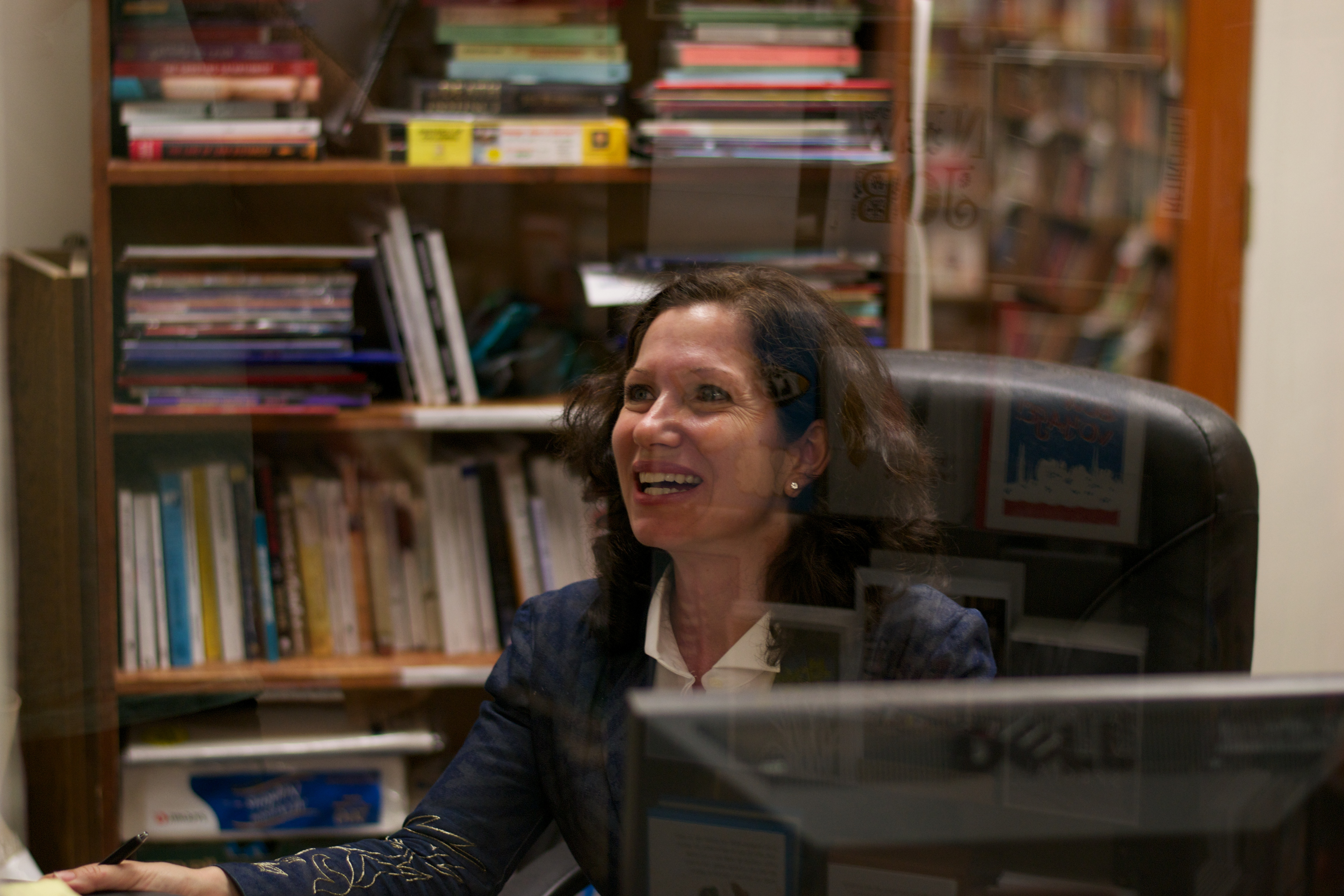
Amy Waldman (2011)

Amy Waldman (* 21. Mai 1969 in den USA) ist eine US-amerikanische Journalistin und Autorin.

## Leben
Waldman studierte an der Yale University und ging im Anschluss für insgesamt acht Jahre zur New York Times. Zu Beginn war sie als Reporterin für die New Yorker Stadtbezirke Brooklyn und Bronx sowie das Stadtviertel Harlem zuständig. Ferner berichtete sie über die Auswirkungen der Terroranschläge am 11. September 2001. Danach war sie drei Jahre lang die Mitleiterin des Büros der Zeitung in Neu-Delhi in Indien.
Nach ihrer Rückkehr in die USA war Waldman unter anderem Korrespondentin der Zeitschrift The Atlantic. Sie war Fellow des Radcliffe Institute of Advanced Study der Harvard University in Cambridge (Massachusetts) und 2010 Fellow der American Academy in Berlin.
Waldmans erster Roman The Submission befasst sich mit der Zeit nach dem 11. September 2001 und schildert die Reaktionen, nachdem ein muslimischer Architekt in einem anonymen Ausschreibungsverfahren den Wettbewerb für ein Denkmal auf dem Ground Zero gewann. Er erschien 2011 in englischer Sprache und wurde im gleichen Jahr mehrfach ausgezeichnet. In deutscher Sprache erschien der Roman mit dem Titel Der amerikanische Architekt im Jahre 2013.
Waldman lebt mit ihrer Familie in Brooklyn.

## Auszeichnungen
- Stipendiatin des Berlin Prize der American Academy in Berlin 2010 und 2024.
- Entertainment Weekly: Beliebtester Roman 2011.
- Esquire: Buch des Jahres 2011.
- The New York Times: Beachtenswertes Buch des Jahres 2011.
- The Washington Post: Bemerkenswerter Roman des Jahres 2011.
- NPR (National Public Radio): Einer der zehn besten Romane des Jahres 2011.
- Amazon.com: Unter den besten Büchern des Monats August 2011.
- The Guardian First Book Award: Vorschlagsliste 2011.
- Prix du premier roman étranger 2012 für Un concours de circonstances.

## Veröffentlichungen
- The Submission. Random House UK, London 2011, ISBN 978-0-09-952824-1.
  - Der amerikanische Architekt. Schöffling, Frankfurt am Main 2013, ISBN 978-3-89561-491-0.

- A Door in the Earth. Little, Brown and Company, 2019, ISBN 978-0-316-45157-4.
  - Das ferne Feuer. Schöffling, Frankfurt am Main 2020, ISBN 978-3-89561-168-1.